# Súlyosan veszélyeztetett faj
Súlyosan veszélyeztetettnek nevezzük azokat az élőlényfajokat, illetve alfajokat, amelyek kihalási esélye természetes élőhelyén kimagaslóan nagy, azonnali beavatkozás nélkül nagy valószínűséggel vad állományaik kihalnak.
Az ilyen fajokat, alfajokat a Természetvédelmi Világszövetség Vörös Listája a Súlyosan veszélyeztetett (Critically Endangered) kategóriába sorolja, rövidítése CR. Ez a Vörös Listán használt legsúlyosabb fenyegetettséget jelölő státusz a még élő, eredeti élőhelyükön előforduló fajokat tekintve (vagyis a Kihalt és a Vadon kihalt státuszokat leszámítva).
A Vörös Lista 2010-es változata szerint 1859 állat-, 1701 növény-, 2 gomba- és 4 barnamoszatfaj van kihalófélben, ez összesen 3566 faj.

## Kritériumok
A Vörös Lista meghatározása szerint egy taxon akkor „Súlyosan veszélyeztetett”, ha a státuszra vonatkozó kritériumok bármelyike teljesül, és ezáltal a taxon kihalási esélye természetes élőhelyén kimagaslóan nagy. A kritériumok a következők:
- A – Az egyedszám csökkenése
  1. Az egyedszám legalább 90 százalékkal csökkent az utóbbi tíz évben vagy három generáció alatt. A csökkenés egyértelműen visszafordítható ÉS okai ismertek ÉS már megszűntek.
  2. Az egyedszám legalább 80 százalékkal csökkent az utóbbi tíz évben vagy három generáció alatt. A csökkenés és okai valószínűleg nem szűntek meg VAGY az okok nem ismertek VAGY a csökkenés feltehetően nem visszafordítható.
  3. Az egyedszám előreláthatólag legalább 80 százalékkal csökkenni fog az elkövetkezendő tíz évben vagy három generáció alatt.
  4. Az egyedszám feltehetően minden tíz évben vagy három generáció alatt legalább 80 százalékkal csökken, múltbéli és jövőbéli állapotát is számításba véve. A csökkenés és okai valószínűleg nem szűntek meg VAGY az okok nem ismertek VAGY a csökkenés feltehetően nem visszafordítható.
- B – Földrajzi elterjedés
  1. Az előfordulási terület becsült mérete kisebb, mint 100 négyzetkilométer.
  2. A ténylegesen birtokba vett terület becsült mérete kisebb, mint 10 négyzetkilométer.
- C – A szaporodóképes egyedek száma kevesebb, mint 250.
  1. A szaporodóképes egyedek száma kevesebb mint 250, és várhatóan legalább 25 százalékkal csökkenni fog az elkövetkezendő tíz évben vagy három generáció alatt.
  2. A szaporodóképes egyedek száma kevesebb mint 250, és a továbbiakban is várhatóan csökkenni fog, ÉS a szaporodóképes egyedek térbeli eloszlása egyenetlen, vagy számuk erősen ingadozó.
- D – A szaporodóképes egyedek száma kevesebb, mint 50.
- E – A vizsgálatok azt mutatják, hogy a kihalás esélye a természetes élőhelyen legalább 50 százalék az elkövetkezendő tíz évben vagy három generáció alatt.